# 대한민국 형법 제1조
대한민국 형법 제1조는 범죄의 성립과 처벌, 행위시법주의에 대한 형법총칙의 조문이다. 사후입법에 의한 처벌 및 형의 가중을 금지하는 행위시법주의와 죄형법정주의의 핵심인 소급효금지의 원칙을 선언하고 있다.

## 조문
제1조(범죄의 성립과 처벌) ① 범죄의 성립과 처벌은 행위 시의 법률에 의한다.

②범죄 후 법률의 변경에 의하여 그 행위가 범죄를 구성하지 아니하거나 형이 구법보다 경한 때에는 신법에 의한다.

③재판확정 후 법률의 변경에 의하여 그 행위가 범죄를 구성하지 아니하는 때에는 형의 집행을 면제한다.

第1條(犯罪의 成立과 處罰) ① 犯罪의 成立과 處罰은 行爲 時의 法律에 依한다.

②犯罪後 法律의 變更에 依하여 그 行爲가 犯罪를 構成하지 아니하거나 刑이 舊法보다 輕한 때에는 新法에 依한다.

③裁判確定後 法律의 變更에 依하여 그 行爲가 犯罪를 構成하지 아니하는 때에는 刑의 執行을 免除한다.

## 비교 조문
第六条 犯罪後の法律によって刑の変更があったときは、その軽いものによる。

제6조 (형의 변경) 범죄 후의 법률에 의하여 형의 변경이 있는 때에는 그 중 경한 것에 의한다.

## 해설
죄형법정주의에 의하여 법률을 확장유추해석하는 것을 금지하고 있으나 문자에 충실한 체계적 논리적 해석이나 법률 공백이나 미비시 기존 법률을 확대하여 적용하는 것은 허용하는 것이 판례의 견해이다.

## 판례
- 포괄일죄인 뇌물수수범행이 특정범죄가중처벌 등에 관한 법률(이하 ‘특가법’) 제2조 제2항의 시행 전후에 걸쳐 행하여진 경우 특가법 제2조 제2항에 규정된 벌금형 산정 기준이 되는 수뢰액은 위 규정이 신설된 이후에 수수한 금액으로 한정된다.[1]
- 범죄행위 시와 재판 시 사이 여러 번 법이 개정되어 형이 변경된 경우, 그 중 가장 형이 가벼운 법을 적용해야 한다.[2]
- 범죄가 성립하는지 여부는 행위가 종료되었을 때의 법률에 의한다.[3]

### 확장 유추해석과 죄형법정주의
- 자동차관리법상 자동차 이력 및 판매자정보를 허위로 제공한 자'를 처벌하는데, "허 위 제공'의 의미를 '단순 누락'의 경우도 포함하는 것으로 해석하는 것은 형벌법규의 의미를 피고인에게 불리한 방향으로 지나치게 확장하거나 유추하여 해석하는 것으로 죄형법정주의 원칙에 어긋나서 허용되지 않는다[4]
- 도로가 아닌 곳에서 운전면허 없이 운전한 경우에는 무면허운전에 해당하지 않는다. 도로에서 운전하지 않았는데도 무면허운전으로 처벌하는 것은 유추해석이나 확장해석에 해당하여 죄형법정주의에 비추어 허용되지 않는다. 운전면허 없이 자동차등을 운전한 곳이 위와 같이 일반교통경찰권이 미치는 공공성이 있는 장소가 아니라 특정인이나 그와 관련된 용건이 있는 사람만 사용할 수 있고 자체적으로 관리되는 곳(아파트 단지 내 지하주차장)이라면 도로교통법에서 정한 '도로에서 운전'한 것이 아니므로 무면허운전으로 처벌할 수 없다.[5]
- 항공사 부사장인 피고인이 외국 공항에서 국내로 출발 예정인 자사 여객기에 탑승 하였다가, 담당 승무원의 객실서비스 방식에 화가 나 폭언하면서 승무원을 비행기에서 내리도록 하기 위해, 기장으로 하여금 계류장의 탑승교에서 분리되어 푸시백 중이던 비행기를 다시 탑승구 쪽으로 돌아가게 함으로써 위력으로 운항 중인 항공기의 항로를 변경하게 하였다고 하여 항공보안법 위반으로 기소된 사안에서, 위계 또는 위력으로 변경할 대상인 항로'는 별개의 구성요건요소로서 그 자체로 죄형법정주의 원칙에 부 합하게 해석해야 할 대상이 된다. 지상의 항공기가 이동할 때 '운항중이 된다는 이유 만으로 그때 다니는 지상의 길까지 '항로'로 해석하는 것은 문언의 가능한 의미를 벗어난다. '항로'의 사전적 정의는 하늘길이고 그 뜻에서 벗어난 용례를 찾을 수 없 으며, 법 제정 당시 지상 이동 경로의 변경도 본죄로 처벌할 의사였음을 입법자료에서 확인할 수 없으므로, 지상의 길은 항로'로 보기 어렵다는 다수의견에 따라 이 부분 공소 사실을 무죄로 판단한 원심을 수긍한 사례[6]
- 대부업법에서 규정한 '금전의 대부'는 그 개념요소로서 거래의 수단이나 방법 여하를 불문하고 적어도 기간을 두고 장래에 일정한 액수의 금전을 돌려받을 것을 전제로 금 전을 교부함으로써 신용을 제공하는 행위를 필수적으로 포함하고 있어야 한다. 재화 또는 용역을 할인하여 매입하는 거래를 통해 금전을 교부하는 경우, 금전의 교부에 관 해 위와 같은 대부의 개념요소를 인정하기 어려운 경우까지 이를 같은 법상 금전의 대 부로 보는 것은 문언의 가능한 의미를 벗어나 피고인에게 불리한 방향으로 지나치게 확장해석하거나 유추해석하는 것이 되어 죄형법정주의의 원칙에 위반된다. 피고인이 인터넷 사이트에 '소액대출 및 소액결제 현금화' 등의 문구를 적시한 광고글을 게시하 여 이를 보고 접근한 의뢰인들에게 문화상품권을 소액결제를 하고 구매 후 인증되는 문화상품권의 핀(PIN) 번호를 자신에게 알려주게 하여 의뢰인들이 구매한 문화상품권 액면가의 일정 금액을 선이자 명목으로 공제하고 나머지 금액을 대부해 준 다음 위 핀 번호를 상품권업자에게 판매하는 방법으로 미등록 대부업을 영위하였다고 하여 대부 업법 위반으로 기소된 사안에서, 피고인이 의뢰인들로부터 상품권을 할인 매입하면서 그 대금으로 금전을 교부한 것은 대부의 개념요소를 갖추었다고 보기 어려워 같은 법의 규율 대상이 되는 '금전의 대부'에 해당하지 않는다는 이유로, 이와 다른 전제에 서 공소사실을 유죄로 판단한 원심판결에 법리오해의 잘못이 있다고 한 사례[7]

### 체계적 논리적 해석과 죄형법정주의
- 자본시장법은 상장법인의 내부자 및 제1차 정보수령자(이하 '수범자'라 한다)가 업무 등과 관련된 미공개중요정보를 특정증권 등의 매매. 그 밖의 거래에 이용하거나 타인 에게 이용하게 하는 행위를 금지한다. 위 규정에 따른 금지행위 중 '타인에게 미공개중 요정보를 특정증권 등의 매매, 그 밖의 거래에 이용하게 하는 행위'는 타인이 미공개중 요정보를 당해 특정증권 등의 매매, 그 밖의 거래에 이용하려 한다는 정을 알면서 그 에게 당해 정보를 제공하거나 당해 정보가 제공되도록 하여 위 정보를 특정증권 등의 매매, 그 밖의 거래에 이용하게 하는 것을 말하고, 이때 타인은 반드시 수범자로부터 정보를 직접 수령한 자로 한정된다고 볼 수 없다. 형벌법규는 문언에 따라 엄격하게 해석 • 적용하여야 하고 피고인에게 불리한 방향으로 확장해석하거나 유추해석을 하여 서는 안 되는 것이지만, 문언이 가지는 가능한 의미의 범위 안에서 규정의 입법 취지 와 목적 등을 고려하여 문언의 논리적 의미를 분명히 밝히는 체계적 해석을 하는 것은 죄형법정주의의 원칙에 어긋나지 않는다.타인의 개념을 '정보제공자로부터 직접 정보를 수령받은 자'로 제한하여 해석하지 않는다고 하여 죄형법정주의에 어긋난다고 볼 수도 없다[8]
- 헝벌법규의 해석에서도 문언의 가능한 의미 안에서 입법 취지와 목적 등을 고려한 법률 규정의 체계적 연관성 에 따라 문언의 논리적 의미를 분명히 밝히는 체계적 • 논리적 해석방법은 규정의 본 질적 내용에 가장 접근한 해석을 위한 것으로서 죄형법정주의의 원칙에 부합한다. 의료인의 비밀누설 금지의무를 규정한 구 의료법 제19조에서 정한 '다른 사람'에 생존하는 개인 이외에 이미 사망한 사람도 포함된다.[9]

### 도로교통법 음주운전 전과와 형벌불소급의 원칙
개정된 도로교통법 제148조의2 제1항의 도로교통법 제44조 제1항 또는 제2항을 2회 이상 위반한 사람'에 개정 도로교통법 시행 전 전과를 포함하여 해석하더라도 형벌불 소급의 원칙에 위반되지 아니하고, 개정 도로교통법 부칙 제2조가 개정 도로교통법 시행 이후의 전과만 포함되는 것이라고 해석할 수 없다고 보아, 개정된 도로교통법 시행 전 음주운전 전과가 있는 피고인이 음주측정을 거부한 사안에서, 도로교통법 제148조의2 제1항 위반을 유죄로 인정한 데에 법리를 오해한 잘못이 없다고 보아 상고기각한 사례

### 허가기준 미비시 처벌과 죄형법정주의
담배제조업 허가제 및 허가 기준을 둔 취지에 비추어 보면, 담배사업법의 위임을 받은 기획재정부가 전자담배제조업에 관한 허가기준을 마련하지 않고 있으나, 정부는 전자 담배제조업의 허가와 관련하여 자본금, 시설, 기술인력, 담배 제조 기술의 연구 • 개발 및 국민 건강보호를 위한 품질관리 등에 관한 적정한 기준을 마련함에 있어 법률이 위임한 정책적 판단 재량이 존재하고, 궐련담배제조업에 관한 허가기준은 이미 마련되어 있다. 이러한 상황에서 담배제조업 관련 법령의 허가 기준을 준수하거나 허가 기준이 새롭게 마련될 때까지 법 준수를 요구하는 것이, 피고인 4이 아닌 사회적 평균인의 입장에서도 불가능하거나 현저히 곤란한 것을 요구하여 죄형법정주의 원칙에 위반된다거나 기대가능성이 없는 행위를 처벌하는 것이어서 위법하다고 보기는 어렵다.

### 법률 공백과 죄형법정주의
- 헌법재판소의 헌법불합치 결정으로 구 공직선거법상 국회의원지역선거구구역표가 효 력을 상실하여 법률 공백 상태에 있던 기간 중 제20대 국회의원 선거와 관련하여 특정 예비후보자가 당선되게 할 목적으로 그 예비후보자가 출마하려는 지역의 주민들에게 향응을 제공함으로써 공직선거법상 금지하는 매수행위를 하였다는 공소사실에 대하 여, 원심은 선거구 공백 상태에서는 각 지역선거구에 포함되는 지역의 범위가 정해지지 않아 금품 등을 제공받는 상대방이 위 조항에서 정한 '선거인' 인지 여부를 알 수 없으므로 금품 등 제공행위를 선거인 매수죄로 처벌하는 것은 죄형법정주의에 반하여 허용될 수 없다는 이유로 무죄로 판단하였으나, 대법원은 공직선거법에서 정한 매수 행위의 상대방인 선거인'의 의미를 밝히면서 처벌조항에서 정한 매수죄가 성립하기 위해서 매수행위 당시 반드시 선거구가 획정되거나 유효한 선거구가 존재하여야 하는 것은 아니라는 이유로 검사의 상고를 받아들여 원심을 파기한 사례[12]

### 가벼운 형 적용
- 범죄행위 시와 재판 시 사이에 여러 차례 법령이 개정되어 형의 변경이 있는 경우에는 이 점에 관한 당사자의 주장이 없더라도 형법 제1조 제2항에 의하여 직권으로 그 전부의 법령을 비교하여 그 중 가장 형이 가벼운 법령을 적용하여야 한다.[13]
- 형법 제1조 제2항의 규정은 형벌법령 제정의 이유가 된 법률이념의 변천에 따라 과거에 있어서 범죄로 본 행위에 대한 현재의 평가가 달라짐에 따라 이를 범죄로 인정하고 처벌한 그 자체가 부당하였다거나 또는 과형이 과중하였다는 반성적 고려에서 법령을 개폐하였을 경우에 적용되어야하고 이와 같은 법률이념의 변경에 의한 것이 아닌 다른 사정의 변천에 따라 그때 그때의 특수한 필요에 대처하기 위하여 법령을 개폐하는 경우에는 이미 그 전에 성립한 위법행위를 현재로서 관찰하여도 행위당시의 행위로서는 가벌성이 있는 것이어서 그 법령이 개폐되었다 하여도 그에 대한 형이 폐지된 것이라고는 할 수 없다.[14]
- 비상계엄이 해제되었다 하더라도 계엄실시 중의 계엄포고령 위반소위에 대한 형이 범죄 후 법령의 개폐로 폐지된 것에 해당한다고 볼 수 없으므로 계엄법위반죄로 처벌된다.[15]
- 범죄행위 당시와 재판시의 중간에 수차 법령의 개폐로 인하여 형의 변경이 있는 때에는 형법 제6조에 의하여 기간 개폐된 법령의 형 전부를 서로 비교하여 그중 가장 형이 경한 법령을 적용 처단하여야 한다.[16]
- 범죄후 법률의 개정에 의하여 법정형이 가벼워진 경우에는 형법 제1조 제1항, 제2항, 제50조에 의하여 당해 범죄사실에 적용될 가벼운 법정형(신법의 법정형)이 공소시효기간의 기준으로 된다.[17]
- 형의 경중의 비교는 원칙적으로 법정형을 표준으로 할 것이고 처단형이나 선고형에 의할 것이 아니며, 법정형의 경중을 비교함에 있어서 법정형 중 병과형 또는 선택형이 있을 때에는 이 중 가장 중한 형을 기준으로 하여 다른 형과 경중을 정하는 것이 원칙이다.[18]
- 행위 당시의 판례에 의하면 처벌대상이 되지 아니하는 것으로 해석되었던 행위를 재판 시에 해석을 달리하여 처벌할 수 있다.[19]
- 재판시법주의를 규정한 형법 제1조 제2항의 적용을 신법의 경과규정으로서 배제할 수 있다.[20]
- 범죄 후 재판확정 전 법률의 변경에 의하여 형이 구법보다 경하게 된 경우 그 법률 변경의 동기가 구법에서 정한 과형이 과중하였다는 반성적 고려에 따라 이루어졌다면 ｢형법｣ 제1조제2항이 적용된다.[21]
- 법관의 합리적인 해석과 조리에 의하여 보충될 수 있는 점 등을 종합적으로 판단하면 이 사건 법률조항 중 활동부분이 죄형법정주의의 명확성의 원칙에 위배된다고 할 수 없다[22]
- 피고인이 촬영한 대상은 의 신체 이미지가 담긴 영상일 뿐 의 신체 그 자체는 아니라고 할 것이어서 구 성폭력범죄의 처벌 등에 관한 특례법 제 조 제 항의 다른 사람의 신체를 촬영한 행위에 해당하지 아니하므로 다른 사람의 신체 이미지가 담긴 영상도 위 규정의 다른 사람의 신체에 포함된다고 해석하는 것은 법률문언의 통상적인 의미를 벗어나는 것이므로 죄형법정주의 원칙상 허용될 수 없다.[23]
- 자신의 뇌물수수혐의에 대한 결백을 주장하기 위하여 제3자로부터 사건관련자들이 주고받은 이메일 출력물을 교부받아 징계위원회에 제출한 행위를 정보통신망에 의하여 처리 보관 또는 전송되는 타인의 비밀인 이메일의 내용을 누설하는 행위에 해당한다고 보는 것은 죄형법정주의 원칙에 반하는 확장해석이라고 할 수 없다[24]
- 군형법 제64조 제1항의 상관면전모욕죄의 구성요건의 해석에 있어 전화통화를 면전에서의 대화라고 해석하여 처벌하는 것은 유추해석에 해당되어 죄형법정주의에 반한다.[25]
- 약국개설자가 아니면 의약품을 판매하거나 판매 목적으로 취득할 수 없다 고 규정한

구 약사법 제44조 제1항의 판매에 무상으로 의약품을 양도하는 수여를 포함시키는
해석은 죄형법정주의에 위배되지 아니한다

### 추급효 부정사례
- 한국증권협회에 등록을 하지 않아서 협회등록법인에 이르지 않은 단순한 등록법인을 내부자거래 규제대상에 포함하였으나 증권거래법 개정으로 내부자거래 대상에서 제외되었다.[27]
- 최종학력을 허위공포하여 공직선거 및 부정선거방지법 위반으로 기소되었는데 재판전에 동법의 개정으로 학력허위공포에 대한 처벌이 완화되었다.[28]
- 형법 제37조 후단의 ‘판결이 확정된 죄’가 ‘금고 이상의 형에 처한 판결이 확정된 죄’로 개정된 경우[29]
- 구 의료법이 약효에 관한 광고를 허용하고 그에 대한 벌칙 조항을 삭제하면서 부칙에 그 시행 전의 약효에 관한 광고행위에 대한 벌칙 적용에 관하여 아무런 경과규정을 두지 않은 경우[30]
- 청소년보호법의 개정으로 청소년의 숙박업소 출입허용행위에 대한 처벌규정을 폐지한 경우[31]
- 재산명시절차에서 정당한 사유 없이 명시기일에 출석하지 아니한 자에 대해 형벌 대신 감치에 처하도록 민사집행법이 개정된 경우[32]

### 추급효 긍정사례
- 식품을 혼합가공하면서 해조류에 색소를 첨가하여 기소되었으나 보건복지부고시로 식품공전이 개정되어 색소류가 첨가된 해조류의 가공이 허용되었다.[33]
- 일반음식점에 대한 영업시간 제한규정에 위배되는 행위를 하였으나 그 후 식품위생법과 그 시행령 및 자치단체의 고시변경으로 일반음식점이 영엽시간 대상업종에서 제외되었다.[34]
- 단란주점 등 일반음식점에 대한 영업시간제한을 해제한 경우[35]
- 외국환관리규정의 개정으로 거주자가 허가 없이 소지하여 출국할 수 있는 해외여행 기본경비가 상향조정된 경우[36]

## 참고 문헌
- 김대원. (2024). 형법 제1조 제2항의 적용 관련 변경된 대법원 판례에 대한 비판적 고찰. 형사판례연구, 32, 63-93.
- 박정난. (2024). 변호사법 제109조 제1호의 관련법령 변경과 형법 제1조 제2항의 적용여부 ― 대법원 2023. 2. 23. 선고 2022도4610 판결 ―. 법학연구, 34(1), 65-92.
- 이창섭. (2023). 형법 제1조 제2항이 적용되는 경우에 대한 고찰. 법학논집, 28(2), 307-331.
- 오영근. (2023). 형법 제1조 제2항의 적용범위 — 대법원 2022. 12. 22. 선고 2020도16420 전원합의체 판결 —. 법학논총, 40(3), 375-397.
- 조충영. (2023). 형법 제1조 제2항의 ‘법률’에 대한 해석 - 대법원 2023.2.23. 선고 2022도4610 판결을 중심으로 -. 연세법학,(42), 285-307.
- 최문수. (2023). 형법 제1조 제2항과 형사소송법 제326조 제4호의 적용 대상인 ‘법령의 변경’의 의미와 판단 기준. 사법, 1(63), 711-738.
- 지은석. (2023). 형법 제1조 제2항에서 ‘법률의 변경’의 해석 - 대법원 2022. 12. 22. 선고 2020도16420 전원합의체 판결 -. 홍익법학, 24(1), 211-233.
- 류동훈. (2023). 형법 제1조와 계속범의 관계에 대한 비판적 검토 -개정법에서 경과규정을 두고 있는 경우에 대하여-. 법학논총, 55, 43-64.
- 송문호. (2014). 형법 제1조 2항과 한시법에서 동기설의 문제점. 법학연구, 41, 195-215.
- 김재윤, 손동권, 『새로운 형법각론』, 율곡출판사, 2013. ISBN 9788997428342
- 우희숙. (2012). 양벌규정의 개정과 형법 제1조 제2항의 적용에 관한 해석론. 외법논집, 36(4), 297-310.
- 신만성. (2007). 형법 제1조 제2항에 관한 판례 소고. 경희법학, 42(2), 373-398.
- 강동범. (2005). 형법 제1조 제2항과 한시법. 법학논집, 10(1), 31-48.

## 같이 보기
- 죄형법정주의
- 일사부재리의 원칙
- 소급효금지의 원칙
- 행위시법주의
- 대한민국 헌법 제13조